# Albersloh
Albersloh (niederdeutsch Abschlau) ist einer der zwei Ortsteile der Stadt Sendenhorst im nordrhein-westfälischen Kreis Warendorf.
Albersloh gliedert sich in die Ortsteile/Bauerschaften Dorf, Sunger, Rummler, Berl, West I, West II, Storp, Alst und Ahrenhorst.
Der Name Albersloh wird erstmals in einer bischöflichen Urkunde im Jahre 1171 belegt. In diesem Jahr bezeugt Woldericus de Albrecteslo (Albersloh) die Übertragung eines Zehnten an das Kloster Cappenberg.

## Geographie
Albersloh liegt an der Werse und grenzt an die Gemeinden und Stadtteile Münster-Angelmodde, Münster-Wolbeck, Alverskirchen (Gemeinde Everswinkel), Sendenhorst, Drensteinfurt, Rinkerode (Stadt Drensteinfurt) und Hiltrup (Stadt Münster).
Albersloh ist umgeben von Feldern, Wiesen und einem großen Waldgebiet, der Hohen Ward. Die Hohe Ward ist ein Waldgebiet, das aufgrund seines sandigen Bodens vor allem von Nadelbäumen bewachsen ist. Das Waldgebiet dient neben der Naherholung vor allem der Trinkwassergewinnung für die Stadt Münster. Zusammen mit einem gut ausgebauten Radwegenetz und den vielen Feld- und Wirtschaftswegen ergibt sich das typische Bild der „Münsterländer Parklandschaft“.
Daten
- Höhe über dem Meeresspiegel: 55,5 m über NN
- Höchster Punkt: Alst 64,1 m
- Niedrigster Punkt: Wersetal 48,7 m

## Geschichte
Im ersten schriftlichen Beleg über die Besiedlung in der späteren Gemeinde Albersloh wird ein Erulf in Arnahurst (Ahrenhorst) erwähnt, der an das Kloster Werden abgabepflichtig ist (um 880). Im 12. Jahrhundert wurde eine erste Kirche errichtet. Der Name Albersloh wird erstmals in einer bischöflichen Urkunde im Jahre 1171 belegt. Im 13. Jahrhundert wurde mit dem Bau der heutigen Hallenkirche begonnen. Sowohl im spanisch-niederländischen Krieg als auch im Dreißigjährigen Krieg wurde das Dorf geplündert.
Im Siebenjährigen Krieg lagerte die französische Armee bei Albersloh. Im 19. Jahrhundert kam Albersloh nacheinander unter preußische, französische und dann wieder unter preußische Verwaltung. 1903 wurde Albersloh an das Eisenbahnnetz angeschlossen.
Im Zuge der kommunalen Neuordnung schlossen sich die Gemeinde Albersloh und die Stadt Sendenhorst am 1. Januar 1975 zur Stadt Sendenhorst zusammen, wobei Albersloh große Flächen, u. a. viele Waldgebiete der Hohen Ward, an die Stadt Münster abgeben musste. Für den Fall des Baus des geplanten Flughafens wären Drensteinfurt, Albersloh, Rinkerode und Sendenhorst zu einer größeren Stadt Drensteinfurt zusammengeschlossen worden.
Die katholischen Kirchengemeinden St. Ludgerus (Albersloh) und St. Martin (Sendenhorst) fusionierten im Jahr 2006.

## Verkehr
Aufgrund der Lage der Gemeinde zwischen den Städten Münster und Hamm bzw. Beckum ist der Ort verkehrstechnisch stark belastet. Seit dem 6. Dezember 2019 ist der Ort für die Durchfahrt von Lastkraftwagen mit einer Zulässigen Gesamtmasse von mehr als 3,5 Tonnen gesperrt, was unter anderem durch eine Petition der Bürger bewirkt wurde. Hierbei wird nicht zwischen Lastkraftwagen ortsfremder und ortsansässiger Unternehmen unterschieden, sofern die Durchfahrt des Ortes vermieden werden kann. Der Lieferverkehr für die ansässigen Einzelhandelsbetriebe ist von dieser Regelung ausgenommen.

### Bus- und Bahnverkehr
Im Nahverkehr in Münster ist Albersloh durch eine Regionalbus- und eine Schnellbuslinie mit Sendenhorst und Beckum sowie der Innenstadt verbunden.
Die Bahnstrecke Münster–Warstein durchquert den Ort; sie dient zurzeit dem Güterverkehr. In den kommenden Jahren wird die Reaktivierung der Verbindung für den öffentlichen Personenverkehr zwischen Sendenhorst und dem Hauptbahnhof Münster vorbereitet.

### Flughafen Westfalen
Mit dem geplanten Flughafen Westfalen wäre Albersloh Anfang der 1970er Jahre in ein wesentlich größeres Verkehrskonzept eingebunden worden. Geplant wurde ein Großflughafen zwischen Albersloh, Sendenhorst und Drensteinfurt. In der Endausbaustufe hätte der Flughafen fünf Start- und Landebahnen gehabt. Die Kosten beliefen sich auf geschätzt 1,1 Mrd. DM. Die Planungen wurden 1973 eingestellt; der Grund für das Scheitern waren die Tiefflugschneisen der Britischen Streitkräfte, die zu diesem Zeitpunkt noch Besatzungsrechte in Deutschland hatten.

## Sport
Der Ort hat eine Einfach- und eine moderne Zweifachsporthalle, die für Meisterschaftsspiele zugelassen sind, eine Fußball- und Tennisanlage und eine private Tennishalle.
Der Sportverein DJK GW Albersloh bietet Fußball, Tennis, Tischtennis, Badminton, Radfahren, Volleyball, Darts, Gymnastik / Turnen und „Sport ohne Wettkampf“ an.
Der Reit- und Fahrverein Albersloh e. V. bietet auf der vereinseigenen Reitanlage an der Hohe Ward Reitsport für Jung und Alt an. Es stehen dafür zwei Reithallen und zwei große Außenreitplätze zur Verfügung. Immer am dritten Wochenende im September findet das große Reitturnier statt.
Die Frauengemeinschaft bietet Frauenturnen an.
Der Albersloher Kanu Club ist ein Kanuverein, der Kanubreitensport auf den Flüssen des Münsterlandes und des Sauerlandes betreibt.

## Sehenswürdigkeiten

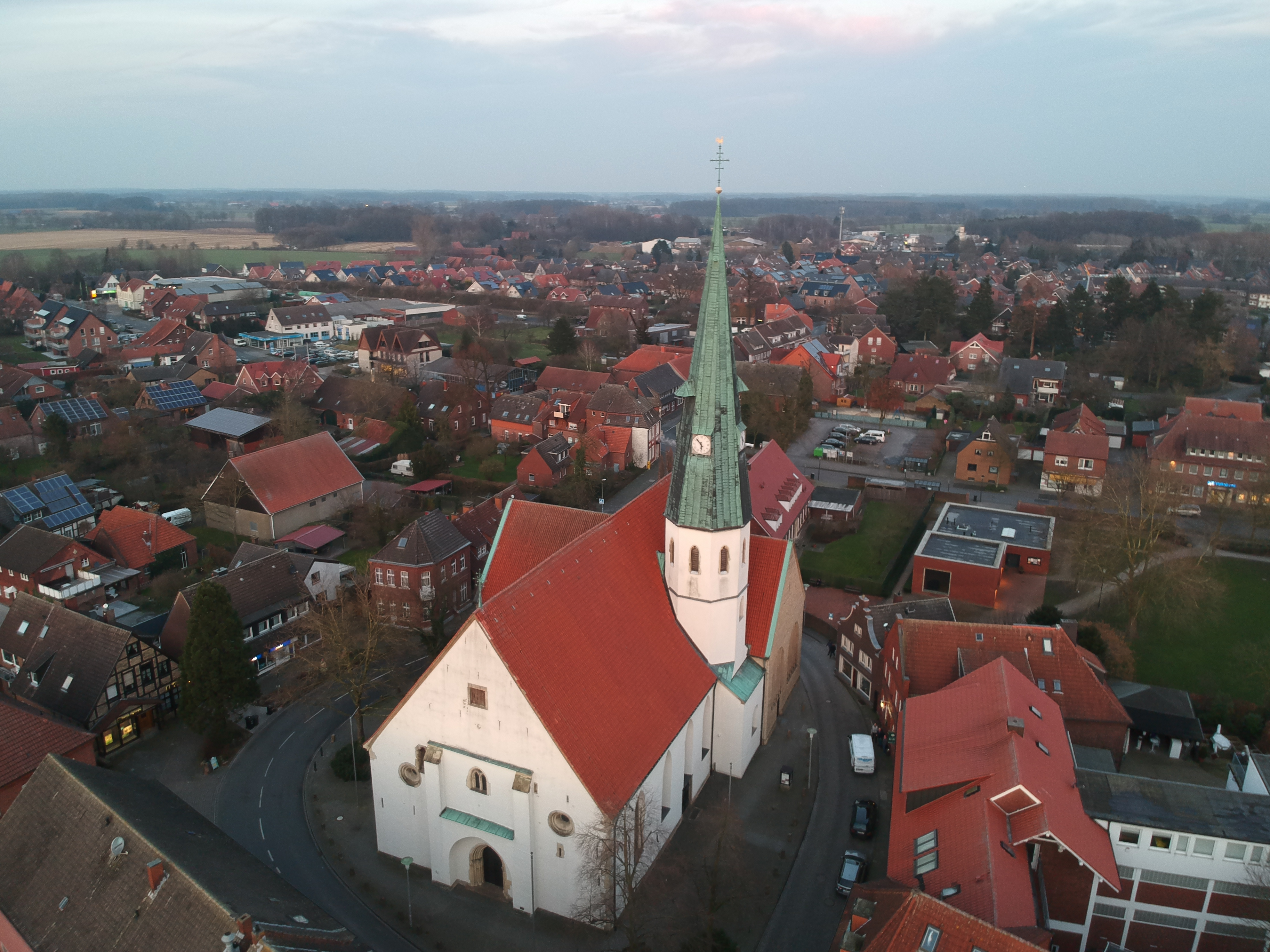
Blick auf die St.-Ludgerus-Kirche aus südwestlicher Richtung

Die Hallenkirche St. Ludgerus hat ihre ersten Anfänge im 13. Jahrhundert. Das Haus Sunger, ein Adelssitz aus dem 15. Jahrhundert, wurde von den Herren von Kerckerinck zur Borg erbaut.
Der Gräftenhof Schulze-Dernebockholt ist eine Hofanlage aus dem 11. Jahrhundert mit teilweise erhaltenen Gräften. Ebenfalls erhalten sind Torhaus und Schafscheune aus dem 16. Jahrhundert als baugeschichtlich bedeutende Relikte einer bis weit ins Spätmittelalter zurückreichenden Holzbautradition. Torhaus und Schafscheune gehören zu den ältesten bäuerlichen Nebengebäuden des Münsterlandes und stehen unter Denkmalschutz.

## Mit Albersloh verbunden
- Aloys Röhr (* 1887 in Münster; † 1953 in Albersloh), Bildhauer des deutschen Nachkriegsexpressionismus
- Adolph von Randow (* 1801 in Albersloh; † 1891 in Potsdam), Soldat und Waisenhausdirektor
- Otto Becker (* 1958 in Großostheim), Springreiter und Reittrainer, lebt in Albersloh
- Christoph Butterwegge (* 1951 in Albersloh), Politikwissenschaftler
- Chiara Hoenhorst (* 1997 in Albersloh), Volleyballspielerin
- Henning Rehbaum (* 1973 in Hiltrup), Mitglied des Deutschen Bundestages aus Albersloh